# Caldarium

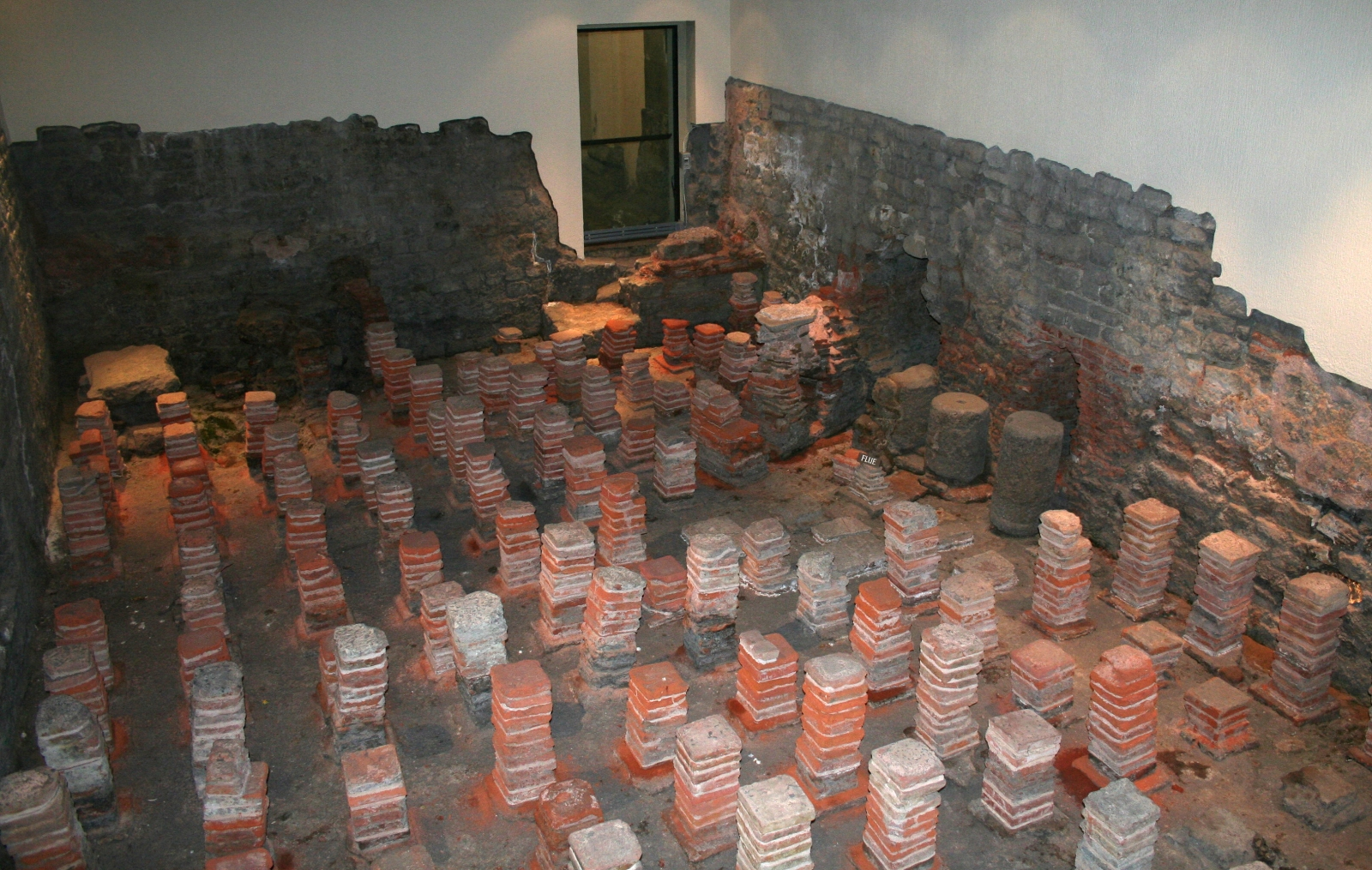
Caldarium des römischen Bades in Bath. Der Boden wurde entfernt, um die Hypokaustenanlage sichtbar zu machen

Das Caldarium (auch: Calidarium, von lateinisch caldus, calidus „warm, heiß“) ist neben dem Tepidarium, dem Laconium beziehungsweise Sudatorium und dem Frigidarium Teil der klassisch-römischen Thermen. Das Caldarium besteht aus einem Raum, bei dem der mit Hypokausten geheizte Boden und oft auch die Wände und Bänke eine gleichmäßige Wärme von 40 bis 50 °C abstrahlen. Die Luftfeuchtigkeit ist sehr hoch und beträgt nahezu 100 %. Diese Art Bad gilt als kreislaufschonend, die Muskulatur entspannt sich. Zusätzliche Duftessenzen sollen anregen und den Atemwegen guttun. Das Caldarium kann auch als Vorbereitungsraum für eine heißere, trockene Sauna genutzt werden. In den Caldarien stehen in der Regel mehrere Wannen mit warmem Wasser, das ebenfalls eine Temperatur von 40 bis 50 °C hat.
Caldarien liegen häufig im Süden des Thermenkomplexes und sind als aus dem Gebäude vorspringende Apsis mit großen Fenstern ausgebildet, damit die Sonne das Aufheizen des Raumes unterstützen kann.